# Pop orchestrale
Il Pop orchestrale, dall'inglese orchestral pop o ork-pop, è un genere musicale nato dalla fusione della musica pop con la musica orchestrale; laddove vengano sfruttate intere orchestre sinfoniche, può prendere il nome di pop sinfonico o symphonic pop. Prevedendo l'utilizzo di parti vocali principali a guidare le canzoni, non va confuso con i lavori delle cosiddette "orchestre pop", cioè quelle orchestre che riarrangiano famose canzoni pop in chiave esclusivamente strumentale.
Il suo sottogenere più famoso e diffuso è il baroque pop, anche chiamato chamber pop, ma nel corso degli Anni 2000 si è diffusa anche la variante chiamata cinematic pop o epic pop.
Per via della vicinanza stilistica, può risultare sfumato non solo il confine fra il pop orchestrale, l'operatic pop e l'art pop, ma talvolta anche con il symphonic rock e il symphonic metal, sebbene sia necessario ricordare che la musica pop propriamente detta non preveda l'utilizzo di chitarre elettriche, men che meno distorte, in un ruolo centrale per la composizione, l'arrangiamento e il missaggio.

## Storia
Negli Anni '60, la musica pop alla radio e nei film statunitensi e britannici si distaccò dalla Tin Pan Alley per avvicinarsi a una scrittura musicale più eccentrica, incorporando chitarre rock riverberate, archi e fiati. Lo sviluppo rapido della registrazione multitraccia a metà degli Anni '60 permise ai produttori di creare registrazioni con arrangiamenti sempre più complessi e sofisticati. Gli arrangiatori e i produttori pop iniziarono così a sfruttare sempre di più elementi orchestrali; esempi di ciò sono riscontrabili negli arrangiamenti con gli archi di George Martin per i The Beatles e le colonne sonore di John Barry per i film di James Bond. Sempre negli Anni '60, furono realizzate numerose versioni orchestrali di brani scritti dai Beatles, comprese esecuzioni sinfoniche di Yesterday, e alcune orchestre furono fondate appositamente per eseguire prevalentemente musica popolare, come la Boston Pops Orchestra.
La rivista Spin definisce Burt Bacharach e Brian Wilson dei The Beach Boys come «divinità» del pop orchestrale. Inoltre, secondo Chris Nickson il «vitale pop orchestrale del 1966» era «sfidante, anziché banale e facile da ascoltare»; ha in particolare lodato in particolare le composizioni di Scott Walker, spiegando che «nel suo periodo più fertile, dal 1967 al 1970, creò un corpo di lavoro che, a modo suo, fu rivoluzionario quanto quello dei Beatles. Portò le idee di Mancini e Bacharach alla loro conclusione logica, ridefinendo sostanzialmente il concetto di pop orchestrale».
A partire dagli Anni '70, il pop orchestrale ha subito un importante declino, anche se nel corso degli Anni '90 è stato parzialmente ripreso dal movimento Ork-pop guidato da artisti come Cardinal, Yum-Yum, The High Llamas, Witch Hazel e Spookey Ruben. Ad aver dato nuova linfa vitale al genere è stata soprattutto la possibilità di mescolarlo con la musica elettronica di vario tipo, anche EDM, e l'hip hop.
Nel XXI secolo, pochi artisti esplorano questo genere, tra i cui il supergruppo inglese The Last Shadow Puppets (formato dal cantante degli Arctic Monkeys, Alex Turner, e dall'artista solista Miles Kane), la cantautrice statunitense Lana Del Rey e l'artista statunitense Cody Fry, nominato più volte ai Grammy Awards; alcuni brani orchestral pop sono presenti anche nelle discografie di cantautori scandinavi come Björk, Susanne Sundfør, Aurora,  Eivør ed Einar Solberg. Inoltre, a partire dal 2010 circa si è creata una nicchia di artisti e ascoltatori che fanno riferimento al cosiddetto cinematic pop o epic pop, portando al successo brani come ad esempio la cover di In the End dei Linkin Park pubblicata da Tommee Profitt assieme a Jung Youth e Fleurie o alcuni brani di Woodkid scritti per la colonna sonora della serie animata Arcane. Ad aver permesso la ripresa recente del sound orchestrale nel pop è stato lo sviluppo e la diffusione di orchestre virtuali dai campionamenti sempre più ricchi e realistici, in combinazione con l'abbassamento dei prezzi sia dei plugin sia degli hardware necessari per farli funzionare.

## Sottogeneri e commistioni analoghe

### Baroque pop
Il pop barocco, anche chiamato chamber pop, è il sottogenere più famoso e diffuso del pop orchestrale. Si può dire che, mentre il generico pop orchestrale può trarre ispirazione da vari periodi della musica colta, il pop barocco nello specifico è tende a essere ancorato agli stilemi del periodo barocco e in generale a un approcciò rétro. Inoltre, mentre il generico pop orchestrale può arrivare a sfruttare intere orchestre sinfoniche, il chamber pop nello specifico tende ad avere arrangiamenti più minimali o comunque non particolarmente imponenti. In ogni caso, prima del 2000 era raro che una canzone orchestral pop non fosse definibile senza troppi problemi anche baroque pop.

### Cinematic pop
Il cinematic pop, talvolta chiamato epic pop, è un sottogenere della musica orchestral pop che affonda le sue radici negli Anni '90 del Novecento, ma che si è sviluppato propriamente a partire dalla seconda metà del primo decennio degli Anni 2000 e, ancor di più, dal 2010 grazie all'aumento della qualità e all'abbassamento dei prezzi delle orchestre sinfoniche virtuali (plugin). Trae ispirazione dai principali compositori di colonne sonore hollywoodiane ed è fortemente legato alla "musica epica" per trailer creata da compagnie di produzione per audiovisivi come ad esempio Two Steps from Hell, Audiomachine e 411 Music Group. A differenziare tale "musica epica" dal cinematic pop sono le strutture dei brani del secondo genere, giacché in questo gli elementi sinfonici vengono inseriti all’interno di vere e proprie canzoni pop cantate da voci che seguono melodie orecchiabili e al contempo con una forte carica emotiva. L'epicità delle composizioni, che porta spesso a scrivere partiture orchestrali comprensive di ottoni, è una delle principali differenze col meno imponente e intenso pop barocco, assieme alla tendenza ad avere un approccio melodico, di produzione e di sound design più moderno. Non a caso spesso, anche se non sempre, la commistione fra suggestioni classiche e tendenze moderne porta anche a unire le orchestrazioni con elementi di musica elettronica (sintetizzatori, drum machine, effetti...) più o meno invasivi, prendendo ispirazione da una gamma molto eterogenea di stili e generi che varia in base al musicista; alcuni artisti definiti talvolta cinematic pop sono arrivati persino a sostituire interamente o quasi gli strumenti orchestrali con sintetizzatori e suoni elettronici in grado di riprodurre le emozionanti atmosfere cinematografiche ricercate, ma si tratta di casi particolari che potrebbero non rientrare a pieno nella definizione del genere.
Le atmosfere ricche di pathos evocate da questo stile di musica sono quasi sempre epiche e grandiose, ma ci sono anche brani malinconici, oscuri e drammatici marcati da tonalità minori; tali tendenze rendono naturale la presenza di brani cinematic pop in trailer e colonne sonore di film, serie tv, anime e videogiochi.
Esempi di cinematic pop si possono trovare nei brani cantanti da degli ospiti di compositori e produttori quali Thomas Bergersen, gli Hidden Citizens, Tommee Profitt, Unsecret, i Cinematic Pop,, Ursine Volpine e Daniel Brandt, in molti brani dei repertori di cantanti e cantautori quali Woodkid, Raign, Morgan Clae e Merethe Soltvedt, in alcuni di quelli di Lana Del Rey, Fleurie, Ruelle, Melanie C, Krigaré, Eurielle, Empara Mi, Jvke, Ringdown e Milo Greene. Altri esempi di cinematic pop si possono trovare nell’album Synthesis degli Evanescence e in alcuni specifici brani dei Muse (ad esempio, l'Alternate Reality Version di Algorithm, presente come traccia bonus in Simulation Theory), dei Thirty Seconds to Mars, di IAMX e del primo album degli Echos. Dei brani cinematic pop o comunque con chiare influenze di tale genere sono stati presentati anche all'Eurovision Song Contest; in particolare è possibile citare Scream di Sergej Lazarev, Before the Party's Over di Mustii, Rise Like a Phoenix di Conchita Wurst, Veronika di Raiven e The Code di Nemo.